# (8806) Fetisov
(8806) Fetisov ist ein Asteroid des mittleren Hauptgürtels, der von dem sowjetischen Astronomen Nikolai Tschernych am 22. Oktober 1982 am Krim-Observatorium in Nautschnyj (IAU-Code 095) entdeckt wurde. Eine unbestätigte Sichtung mit der vorläufigen Bezeichnung 1976 SP8 hatte es am Krim-Observatorium in Nautschnyj schon am 28. September 1976 gegeben.
Mittlere Sonnenentfernung (große Halbachse), Exzentrizität und Neigung der Bahnebene von (8806) Fetisov entsprechen grob der Dora-Familie, einer Gruppe von Asteroiden, die nach (668) Dora benannt ist.
(8806) Fetisov wurde am 26. Juli 2000 nach dem russischen Eishockeyspieler Wjatscheslaw Alexandrowitsch Fetissow benannt, zwei Jahre bevor dieser zum Sportminister Russlands ernannt wurde.